# Бесао
Бесао (фр. Béssao) — город и супрефектура в Чаде, расположенный на территории региона Восточный Логон. Входит в состав департамента Монт-де-Лам.

## Географическое положение
Город находится в юго-западной части Чада, к востоку от реки Западный Логон, на высоте 515 метров над уровнем моря.
Населённый пункт расположен на расстоянии приблизительно 474 километров к юго-юго-востоку (SSE) от столицы страны Нджамены.

## Население
По данным официальной переписи 2009 года численность населения Бесао составляла 78 182 человека (37 667 мужчин и 40 515 женщин). Население супрефектуры по возрастному диапазону распределилось следующим образом: 52,3 % — жители младше 15 лет, 44 % — между 15 и 59 годами и 3,7 % — в возрасте 60 лет и старше.

## Транспорт
Ближайший аэропорт расположен в 15 километрах к востоку от города, вблизи деревни Бегелькар.